# Mistrovství světa v para hokeji
Mistrovství světa v para hokeji je soutěž mužských reprezentačních mužstev v para hokeji (do roku 2016 sledge hokeji). Mistrovství světa organizuje Mezinárodní paralympijský výbor prostřednictvím Světového para hokejového podvýboru.
První světový šampionát se konal v roce 1996 ve švédském Nynäshamnu.

## Výsledky
| Poř. | Rok  | Zlato   | Stříbro     | Bronz       | Místo                                  |
| ---- | ---- | ------- | ----------- | ----------- | -------------------------------------- |
| 1.   | 1996 | Švédsko | Norsko      | Kanada      | Nynäshamn (Švédsko)                    |
| 2.   | 2000 | Kanada  | Norsko      | Švédsko     | Utah (USA)                             |
| 3.   | 2004 | Norsko  | USA         | Švédsko     | Örnsöldsvik (Švédsko)                  |
| 4.   | 2008 | Kanada  | Norsko      | USA         | Marlborough (USA)                      |
| 5.   | 2009 | USA     | Norsko      | Kanada      | Eindhoven (Nizozemsko) Ostrava (Česko) |
| 6.   | 2012 | USA     | Jižní Korea | Kanada      | Hamar (Norsko)                         |
| 7.   | 2013 | Kanada  | USA         | Rusko       | Kojang (Jižní Korea)                   |
| 8.   | 2015 | USA     | Kanada      | Rusko       | Buffalo (USA)                          |
| 9.   | 2017 | Kanada  | USA         | Jižní Korea | Kangnung (Jižní Korea)                 |
| 10.  | 2019 | USA     | Kanada      | Jižní Korea | Ostrava (Česko)                        |
| 11.  | 2021 | USA     | Kanada      | Rusko       | Ostrava (Česko)                        |
| 12.  | 2023 | USA     | Kanada      | Česko       | Moose Jaw (Kanada)                     |
| 13.  | 2024 | Kanada  | USA         | Česko       | Calgary (Kanada)                       |
| 14.  | 2025 | USA     | Kanada      | Česko       | Buffalo (USA)                          |